# Hellen Obiri
Hellen Onsando Obiri (Nyangusu (Kisii County), 13 december 1989) is een Keniaanse atlete, die zich heeft gespecialiseerd in de middellange en lange afstanden. Ze won verschillende medailles bij grote internationale atletiekwedstrijden. Zo nam ze tweemaal deel aan de Olympische Spelen en won bij deze gelegenheden eenmaal zilver. Ze is mede-wereldrecordhoudster op de 4 x 1500 m estafette.

## Biografie

### Jeugd
Obiri werd geboren als vierde kind in een gezin van zes kinderen (vier meisjes en twee jongens). Op veertienjarige leeftijd werd gevraagd op een school in Nairobi om te kunnen lopen als sprintster op de 200 en 400 m. In 2006 en 2007 verloor ze de interesse in sport en concentreerde zich op haar studie. Ze begon pas weer met te sporten, nadat ze in het leger was gegaan. Als korporaal bij de Keniaanse luchtmacht nam ze deel aan de Kenyan Armed Forces Cross Country Championships. Ze werd 32ste in deze wedstrijd en kreeg weer plezier in het lopen. Ze kreeg vertrouwen, omdat ze twintig personen achter zich had gelaten. Het jaar erop nam ze opnieuw deel en werd toen zelfs vijfde. Tijdens een trainingskamp van haar coach Sammy Rono ontmoette ze olympisch kampioen Noah Ngeny en deze gaf haar het advies om van de 800 m over te stappen op de 1500 m.

### Senioren
Op de wereldkampioenschappen in 2011 behaalde Obiri een tiende plaats op de 1500 m. Later dat jaar werd ze Keniaans kampioene in deze discipline. In 2012 won ze een gouden medaille op de 3000 m bij de wereldindoorkampioenschappen. Met een tijd van 8.37,16 versloeg ze de Ethiopische atletes Meseret Defar (zilver; 8.38,26) en Gelete Burka (brons; 8.40,18). Bij de Olympische Spelen van Londen later dat jaar werd ze tiende op de 1500 m in 4.16,57.
In 2014 werd Obiri gevraagd haar land te vertegenwoordigen op de 4 x 1500 m estafette bij de IAAF World Relays in Nassau. Samen met haar teamgenotes Mary Cherono, Faith Chepng’etich en Irene Jelagat finishte ze in 16.33,58. Met deze tijd verbeterde het Keniaanse kwartet het wereldrecord.
Vanaf 2013 begon Obiri zich toe te leggen op de 5000 m. In 2016 won ze verschillende wedstrijden op deze afstand, waaronder die tijdens de Prefontaine Classic. Op de Keniaanse olympische selectiewedstrijden werd ze tweede in 15.13,45. Haar persoonlijk record op deze afstand liep ze later dat jaar op de Olympische Spelen van Rio de Janeiro. Met een tijd van 14.29,77 veroverde ze hiermee een zilveren medaille. Alleen haar landgenote Vivian Cheruiyot wist haar te overtreffen door in 14.26,17 te finishen.
In 2017 startte Obiri sterk met enkele overwinningen op de 3000 m tijdens de IAAF World Indoor Tour in Boston en Birmingham en een tweede plaats in Karlsruhe. Daarbij liep zij bij de Birmingham Indoor Grand Prix een tijd van 8.29,41, zowel een persoonlijk als een nationaal indoorrecord. Vervolgens maakte zij in juni tijdens het Golden Gala in Rome indruk met haar overwinning op de 5000 m in 14.18,37; ook die tijd was goed voor een nationaal record, want 2,5 seconde sneller dan het vorige record van Vivian Cheruiyot uit 2011. Een maand later voegde zij daar een derde nationaal record aan toe. Tijdens de Müller Anniversary Games op 9 juli in Londen won zij de Engelse mijl in 4.16,56, vijftien-honderdste seconde sneller dan Faith Kipyegon in 2015.
Hellen Obiri is aangesloten bij Kenya Defence Forces.

## Titels
- Wereldkampioene 5000 m - 2017
- Wereldindoorkampioene 3000 m - 2012
- Wereldkampioene veldlopen - 2019
- World Relays kampioene 4 x 1500 m - 2014
- Gemenebestkampioene 5000 m - 2018
- Afrikaans kampioene 1500 m - 2014
- Afrikaans kampioene 5000 m - 2018
- Keniaans kampioene 1500 m - 2011, 2013, 2014

## Persoonlijke records
Outdoor
| Onderdeel   | Prestatie     | Datum           | Plaats     |
| ----------- | ------------- | --------------- | ---------- |
| 800 m       | 2.00,54       | 5 augustus 2011 | Londen     |
| 1500 m      | 3.57,05       | 31 mei 2014     | Eugene     |
| 1 Eng. mijl | 4.16,15 (NR)  | 22 juli 2018    | Londen     |
| 3000 m      | 8.20,68 (NR)  | 9 mei 2014      | Doha       |
| 5000 m      | 14.18,37 (NR) | 8 juni 2017     | Rome       |
| 10.000 m    | 30.10,02      | 16 juli 2022    | Eugene     |
| 10 km       | 31.23         | 19 mei 2019     | Manchester |

Indoor
| Onderdeel | Prestatie    | Datum            | Plaats     |
| --------- | ------------ | ---------------- | ---------- |
| 1000 m    | 2.45,00      | 5 februari 2012  | Moskou     |
| 1500 m    | 4.05,04      | 15 februari 2018 | Toruń      |
| 3000 m    | 8.29,41 (NR) | 18 februari 2017 | Birmingham |

## Palmares

### 800 m
- 2011:  Militaire Wereldspelen - 2.01,86

### 1500 m
- 2011: 4e Militaire Wereldspelen - 4.19,32
- 2011: 10e WK - 4.20,23
- 2012: 10e OS - 4.16,57
- 2013:  WK - 4.03,86
- 2014: 4e IAAF Continental Cup - 4.08,15
- 2014: 6e Gemenebestspelen - 4.10,84
- 2014:  Afrikaanse kamp. - 4.09,53
- 2016:  Beijing World Challenge - 4.02,11

Diamond League-podiumplaatsen
- 2014:  Prefontaine Classic - 3.57,05
- 2016:  Shanghai Golden Grand Prix - 3.59,34
- 2017:  Prefontaine Classic - 4.00,46

### 1 Eng. mijl
Diamond League-podiumplaatsen
- 2017:  Müller Anniversary Games - 4.16,56 (NR)

### 3000 m
- 2012:  WK indoor - 8.37,16
- 2014:  WK indoor - 8.57,72
- 2017:  Birmingham Indoor Grand Prix - 8.29,41 (NR)

Diamond League-podiumplaatsen
- 2014:  Qatar Athletic Super Grand Prix (Doha) - 8.20,68
- 2016:  Herculis - 8.24,27
- 2016:  Athletissima - 8.33,96
- 2017:  Herculis - 8.23,14

### 5000 m
- 2013:  Atletiekwedstrijd in Nakuru - 15.49,7
- 2016:  Atletiekwedstrijd in Nakuru - 15.28,5
- 2016:  Kenya Defence Forces kamp. in Nairobi - 15.21,8
- 2016:  Keniaanse olympische Trials in Eldoret - 15.13,45
- 2016:  OS - 14.29,77
- 2017:  WK - 14.34,86
- 2018:  Gemenebestspelen - 15.13,11
- 2018:  Afrikaanse kamp. - 15.47,18
- 2021:  OS - 14.38,86

Diamond League-podiumplaatsen
- 2016:  Prefontaine Classic - 14.32,02
- 2016:  Memorial Van Damme - 14.25,78
- 2017:  Shanghai Golden Grand Prix - 14.22,47
- 2017:  Golden Gala - 14.18,37 (NR)

### 10.000 m
- 2022:  WK - 30.10,02

### 4 x 1500 m
- 2014:  IAAF World Relays - 16.33,58 (WR)

### halve marathon
- 2022:  halve marathon van Ras al-Khaimah - 1:04.22
- 2023:  halve marathon van Ras al-Khaimah - 1:05.05

### marathon
- 2023:  Boston Marathon - 2:21.38
- 2024:  Boston Marathon - 2:22.37
- 2024:  OS - 2:23.10

### veldlopen
- 2019:  WK in Aarhus - 36.14 ( in het landenklassement)

1995 Sonia O'Sullivan ·
1997 Gabriela Szabó ·
1999 Gabriela Szabó ·
2001 Olga Jegorova ·
2003 Tirunesh Dibaba ·
2005 Tirunesh Dibaba ·
2007 Meseret Defar ·
2009 Vivian Cheruiyot ·
2011 Vivian Cheruiyot ·
2013 Meseret Defar ·
2015 Almaz Ayana ·
2017 Hellen Obiri ·
2019 Hellen Obiri ·
2022 Gudaf Tsegay ·
2023 Faith Chepngetich Kipyegon